# Marwan II
Marwan II, född 691, död 750, var regerande kalif av Umayyadkalifatet mellan 744 och 750.